# Advanced Message Queuing Protocol
Advanced Message Queuing Protocol (AMQP) ou Protocolo avançado de enfileiramento de mensagens é um protocolo de camada de aplicação padrão aberto para Message Oriented Middleware. As características definidoras do AMQP são Orientação mensagem, roteamento (incluindo o ponto-a-ponto e publicar e assinatura), confiabilidade e segurança.
O protocolo AMQP determina o comportamento do provedor de mensagens e do cliente na medida em que implementações de diferentes fornecedores são interoperáveis, da mesma forma que o SMTP, HTTP, FTP, etc. criaram sistema interoperáveis. As padronizações anteriores de middleware aconteceram a nível de API (por exemplo, JMS) e tiveram foco em padronizar a interação do desenvolvedor com diferentes implementações de middleware, em vez de fornecer interoperabilidade entre várias implementações. Ao contrário do JMS, que define uma API e um conjunto de comportamentos que uma implementação de mensagens deve fornecer, o AMQP é um protocolo "wire-level". Um protocolo "wire-level" é uma descrição do formato dos dados que são enviados pela rede como um fluxo de bytes. Consequentemente, qualquer ferramenta que possa criar e interpretar mensagens em conformidade com esse formato de dados pode interoperar com qualquer outra ferramenta compatível, independentemente da linguagem de implementação.